# Mona Barthel
Mona Barthel (Bad Segeberg, 11 de julho de 1990) é uma tenista profissional da Alemanha.

## WTA Tour Títulos

### Simples (2 títulos 3 vices)
| Grand Slam torneios (0) |
| Ouro Olimpico (0)       |
| WTA Championships (0)   |
| Premier Mandatory (0)   |
| Premier 5 (0)           |
| Premier (0)             |
| International (1)       |

| Posição | N. | Data                  | Torneio                                          | Piso     | Oponente na final  | Placar        |
| Vice    | 1. | 14 de janeiro de 2012 | Hobart, Austrália                                | Dura     | Yanina Wickmayer   | 6-1, 6-2      |
| Vice    | 1. | 12 Janeiro 2013       | Moorilla Hobart International, Hobart, Austrália | Duro     | Elena Vesnina      | 3–6, 4–6      |
| Campeã  | 2. | 3 Fevereiro 2013      | Open GDF Suez, Paris, França                     | Duro (i) | Sara Errani        | 7–5, 7–6(7–4) |
| Campeã  | 3. | 20 Julho 2014         | Swedish Open, Båstad, Suécia                     | Saibro   | Chanelle Scheepers | 6–3, 7–6(7–3) |
| Vice    | 2. | 19 Julho 2015         | Swedish Open, Båstad, Suécia                     | Saibro   | Johanna Larsson    | 3–6, 6–7(2–7) |

### Duplas (1–1)
| Legenda                             |
| ----------------------------------- |
| Grand Slam (0–0)                    |
| WTA Tour (0–0)                      |
| Premier Mandatory & Premier 5 (0–0) |
| Premier (1–0)                       |
| International (0–1)                 |

| Finais por Piso |
| --------------- |
| Duro (0–1)      |
| Saibro (1–0)    |
| Grama (0–0)     |
| Carpete (0–0)   |

| Posição | N. | Data             | Torneio                                        | Piso       | Parceira       | Oponentes                            | Placar   |
| ------- | -- | ---------------- | ---------------------------------------------- | ---------- | -------------- | ------------------------------------ | -------- |
| Campeã  | 1. | 28 Abril 2013    | Porsche Tennis Grand Prix, Stuttgart, Alemanha | Saibro (i) | Sabine Lisicki | Bethanie Mattek-Sands Sania Mirza    | 6–4, 7–5 |
| Vice    | 1. | 21 Setembro 2014 | Korea Open, Seul, Coreia do Sul                | Duro       | Mandy Minella  | Lara Arruabarrena Irina-Camelia Begu | 3–6, 3–6 |